# 東嶼坪嶼
東嶼坪嶼是位於台灣澎湖縣望安鄉東坪村的一個島嶼。東嶼坪嶼是澎湖群島中的南方四島之一（另外三島是東吉嶼、西吉嶼、西嶼坪嶼），和西嶼坪嶼相鄰。東嶼坪嶼形成於約800萬年之前，是澎湖群島最後一座火山熔岩形成的島嶼。東嶼坪這個名字首次被提及是在1684年的《澎湖台灣紀略》一書之中。現在東嶼坪嶼居住有約10戶人家，人口僅有20多人。東嶼坪嶼的主要產業是觀光業和漁業。現在東嶼坪嶼被劃入澎湖南方四島國家公園的範圍內加以保護。